# Битва под Гельмедом
Битва под Гельмедом — сражение 20 ноября 1501 года между русским войском во главе с воеводой Даниилом Щенёй и войском Ливонского ордена под командованием магистра Вальтера фон Плеттенберга.
Утратив военную инициативу после Ведрошской битвы, литовцы заключили союзный договор с Ливонским орденом, после чего ливонские войска вторглись на территорию союзной с Москвой Псковской республики и одержали победу в битве на Серице. В ответ на нападение ливонцев на Изборск и Остров великий князь московский Иван III послал против них рать во главе с воеводой Щенёй. Тот вторгся в Ливонию, но рыцари избегали открытого боя и укрылись в крепостях. Наконец, вблизи замка Гельмед магистр фон Плеттенберг совершил неожиданное ночное нападение на войско Щени. Первым в бой с ливонцами вступил авангардный отряд князя Александра Оболенского, который погиб в схватке, но отразил первый натиск. Тем временем русские успели оправиться и ответным ударом обратили рыцарей в бегство. Щеня преследовал ливонцев 10 вёрст и нанёс им большой урон. Полк епископа Дерптского был полностью истреблён. По словам летописи, у него не осталось даже гонца, чтобы принести эту печальную весть.
В отличие от битвы на Серице, в которой русские впервые столкнулись с применением полевой артиллерии, ставшей для них неожиданностью, в битве под Гельмедом артиллерия не повлияла на исход боя и была частично захвачена русскими.
После победы под Гельмедом Щеня совершил рейд по Ливонии и опустошил её вплоть до Ревеля (Таллина), а затем повернул обратно. Отсутствие у русских на тот момент опыта по взятию мощных каменных крепостей, а также отсутствие необходимой осадной артиллерии не позволило им добиться более значительных успехов.